# Laubhaimer Oszkár

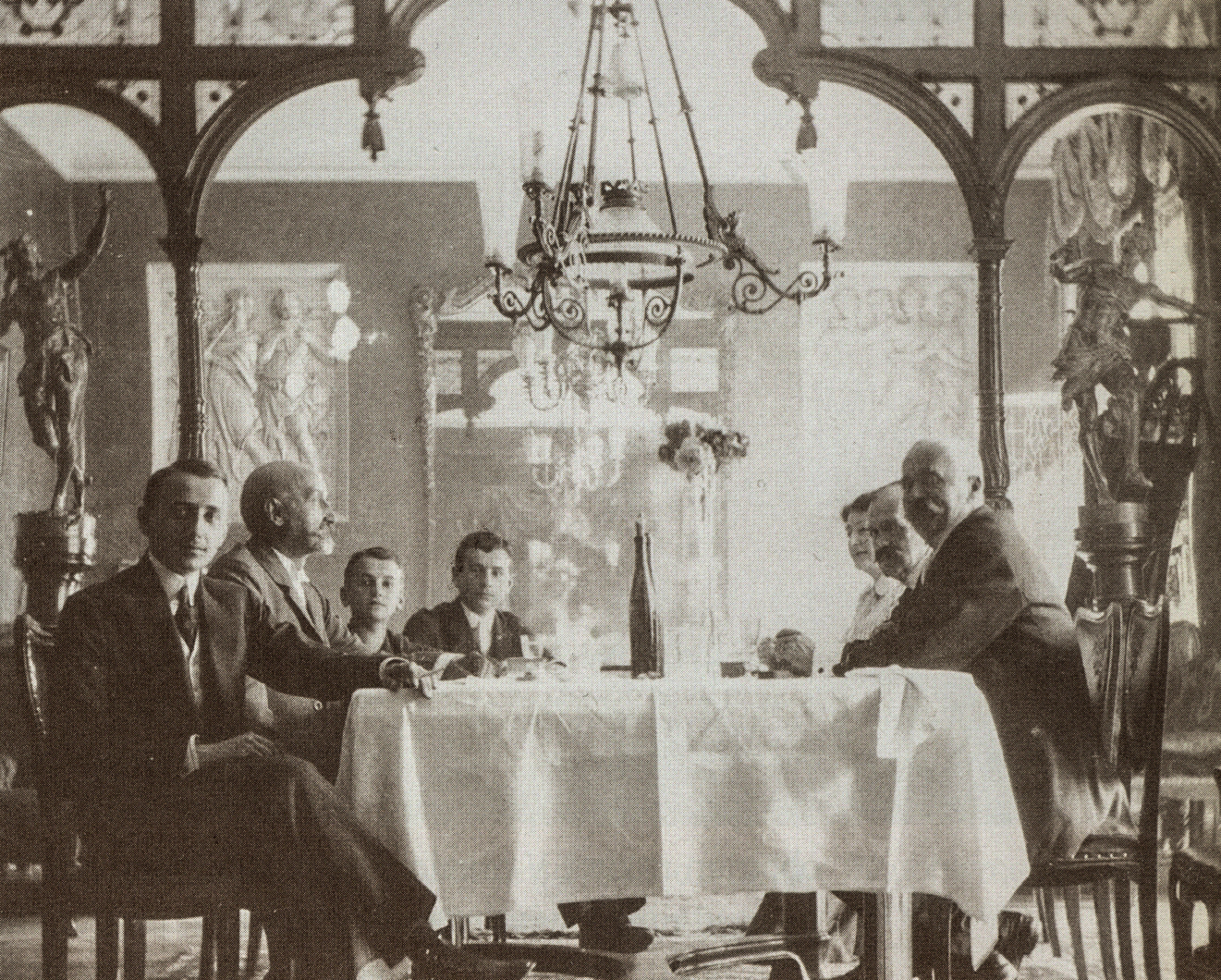
Laubheimer Oszkár (balról a második) családi, baráti körben otthonában

Laubhaimer Oszkár, Laubhaimer Oszkár István (Nagymarton, 1852. augusztus 20. – Lendva, 1918. december 20.) lendvai közjegyző, a település polgárosodásának kiemelkedő alakja.

## Élete és munkássága
Laubhaimer József és Krismanits Barbara fiaként született. Tanulmányainak elvégzése után néhány évig Sopronban dolgozott, majd az igazságügyi miniszter 1885-ben királyi közjegyzőnek nevezte ki Alsólendvára, ahol gyorsan bekapcsolódott a település társadalmi életébe és a polgárosodás egyik motorja lett. Számos fontos egyesület és intézmény létrejöttét kezdeményezte vagy támogatta. Munkájában is rendkívül igényes volt, irodájában kitűnő formai és tartalmi minőségben készültek az okiratok.
A szecesszió stílusában épült családi háza a város építészetének dísze, valamint a társasági élet egyik központja lett.
1918-ban hirtelen hunyt el, valószínűleg szívinfarktusban – a korabeli orvosi jegyzőkönyv szerint „véredény elmeszesedés” volt a halál oka.

## Emlékezete
Egykori villája most szépen felújítva a Lendvai Könyvtár és Kulturális Központ – Knjižnica - Kulturni center Lendava otthona. Munkásságáról magyarországi közjegyzők filmet is készítettek Alsólendva közjegyzője címmel. 2015-ben az egykori családi villája falán avatták fel emléktábláját, amelyet a szlovén és a magyar közjegyzői kamara, illetve a város önkormányzata állított fel a tiszteletére.